# Fanny Janauschek
Fanny Janauschek (rozená Franziska Magdalene Romance Janauschek, 20. července 1828 Praha – 29. listopadu 1904 Brooklyn, New York) byla rakousko-americká divadelní herečka českého původu. Důležitou, byť relativně krátkou, část své umělecké kariéry strávila ve Spojených státech amerických.

## Život
Narodila se v Praze, pocházela ze skromných poměrů: otec Johann (Jan) byl krejčovským mistrem a matka Anna Marie, roz. Kratochvílová, pradlenou divadelních kostýmů. V dětství se stala členkou baletního sboru pražského Zemského divadla, rovněž absolvovala soukromé hodiny herectví u Karla Baudia. S jeho pomocí se mohla už v roce 1844 představit v malých vedlejších rolích. V této době také oficiálně přešla z baletního souboru do činohry. 17. července 1845 zde úspěšně debutovala v roli Karoliny z Bibersteinu. Patrně již v zpočátku kariéry začala používat umělecké jméno Fanny Janauschek.
Krátce poté se přestěhovala z Prahy do Lipska, ale slíbené angažmá jí nebylo uděleno. V zimě mezi lety 1845 a 1846 pak těžko vyžívala s prací v malých provinčních divadlech. Na jaře 1846 chvíli účinkovala v divadle v Annabergu, odtud pak přešla do Aktientheater v Heilbronnu. Na čas se také stala členkou zdejší divadelní společnosti Ringelmannsche Theatergesellschaft.
V Heilbronnu se seznámila s básníkem a spisovatelem Justinem Kernerem, který se jí intenzivně snažil existenčně pomoci, ale v politicky neklidné době německé revoluce roku 1848 bylo téměř nemožné najít pro Janauschkovou v divadlech stálé místo. V září 1848 tak hrála několik týdnů v Městském divadle v Kolíně nad Rýnem, kde se setkala Roderichem Benedixem. Ten se následně přesvědčil o jejích schopnostech, a přijali ji jako členku souboru divadla Comödienhaus ve Frankfurtu nad Mohanem. 
Zde se záhy proslavila účastí na festivalovém představení (21. května 1848) na počest Ludwiga Uhlanda, jednoho z členů Národního shromáždění ve Svobodném městě Frankfurt. Následně na sebe upozornila v roli Ifigénie, v inscenaci uvedené 28. května 1849 u příležitosti oslav 100. narozenin J. W. Goetha.
Od roku 1849 do roku 1860 byla trvale angažována ve Frankfurter Schauspielhaus. Její propuštění v roce 1860 z ekonomických důvodů vyvolalo v divadelních kruzích skandál. Několikrát byla předlohou pro personifikovanou alegorii města jménem Frankofurtia. Noviny Frankfurter Vereinstaler z roku 1857 otiskly její podobiznu. Po několika krátkých hostováních na různých scénách byla v listopadu 1861 obsazena v souboru Drážďanského dvorního divadla. Vydržela tam pouze rok. V zimě 1862 až 1863 kolem sebe shromáždila několik kolegů a v roce 1863 se společně vydali na velké turné po Spojených státech.
Tam se její první oficiální vystoupení, v roli Medey, konalo 9. října 1863 v Academy of Music v New Yorku. Následovalo pětileté turné po řadě předních uměleckých scén Severní í Jižní Ameriky. V roce 1873 se pak se svým souborem vrátila do Německa, po krátkém čase se však skupina odjela zpět do USA. Vzhledem k tomu, že Janauschek nyní své nejlepší role zvládala v plynné angličtině, byla téměř schopna překonat úspěchy prvního turné souboru.
Kvůli riskantním finančním spekulacím přišla o celý svůj majetek. Ani krátké hostování v Londýně v roce 1876 jí nedokázalo pomoci. Již nemocná se vrátila do New Yorku a krátce nato utrpěla mrtvici. 
Fanny Janauschek zemřela 29. listopadu 1904 v nemocnici St. Mary's Hospital v Brooklynu ve věku 75 let. V této městské čtvrti byla také pohřbena.

## Citát
Anonymní divadelní recenze v Vossische Zeitung uvádí:
„Její herectví, ostře zdůrazňující určité výrazné charakterové prvky rolí, má v sobě něco ze způsobu francouzské tragédie (Ráchel). Její hra je dokonalá majestátnost nejen v plastické části, ale i v nitru. Co se týče historických postav, její podání je pravdivé nejen umělecky a psychologicky, ale také historicky.
Počínaje tímto článkem pak byla tiskem opakovaně označována jako (v překladu) Němka Rachel .

## V umění

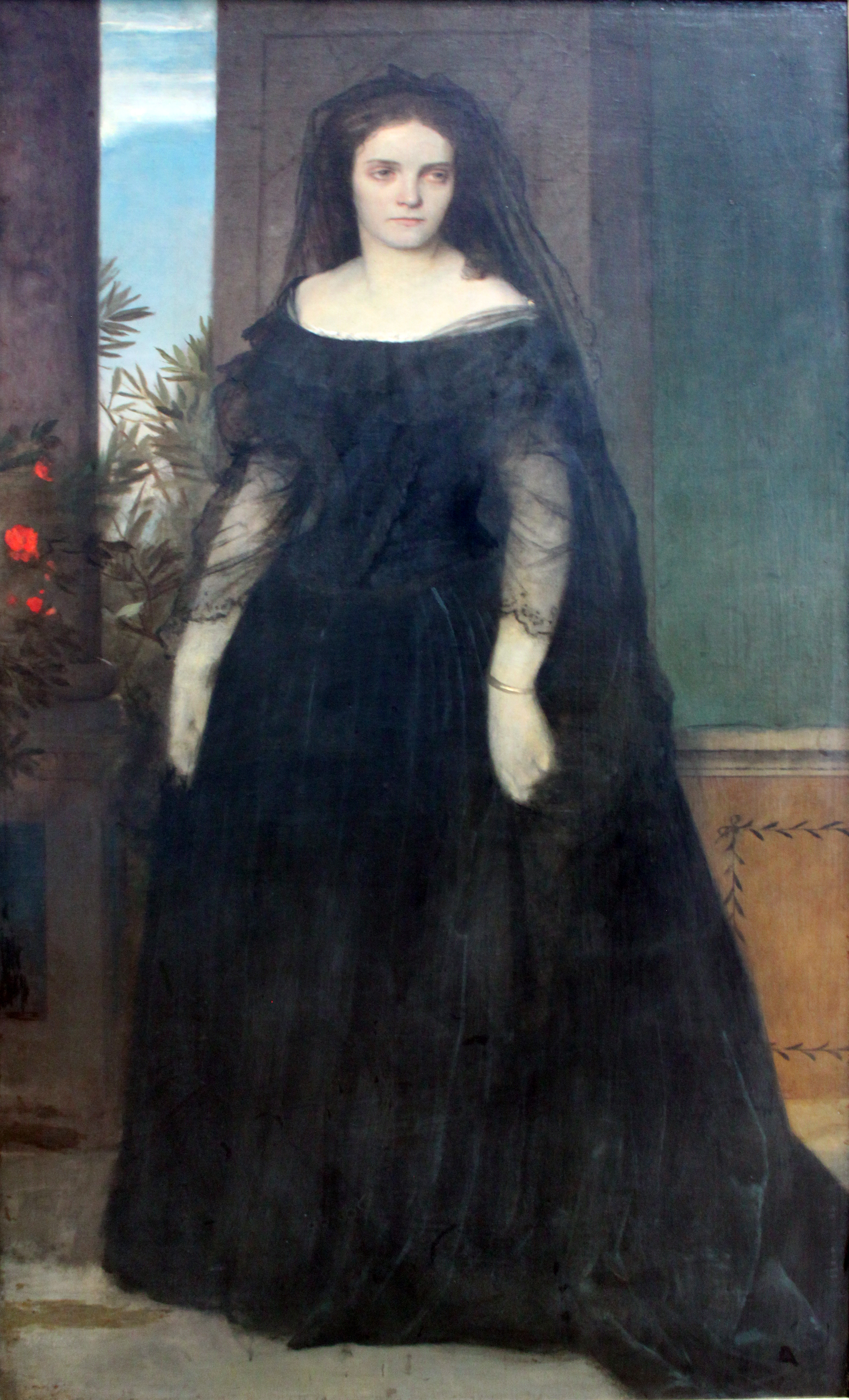
Arnold Bocklin: Donna Isabella (1861)

Kolem roku 1861 ztvárnil herečku malíř Arnold Böcklin v roli Donny Isabelly ze Schillerova dramatu Nevěsta z Messiny. Obraz je uchován v Städelsches Museum ve Frankfurtu nad Mohanem.
Paul Heyse bral inscenaci v Grillparzerově Medee s jejím hostováním v titulní roli jako výchozí inspirační bod pro svou novelu Medea z roku 1896.